# خشت خام

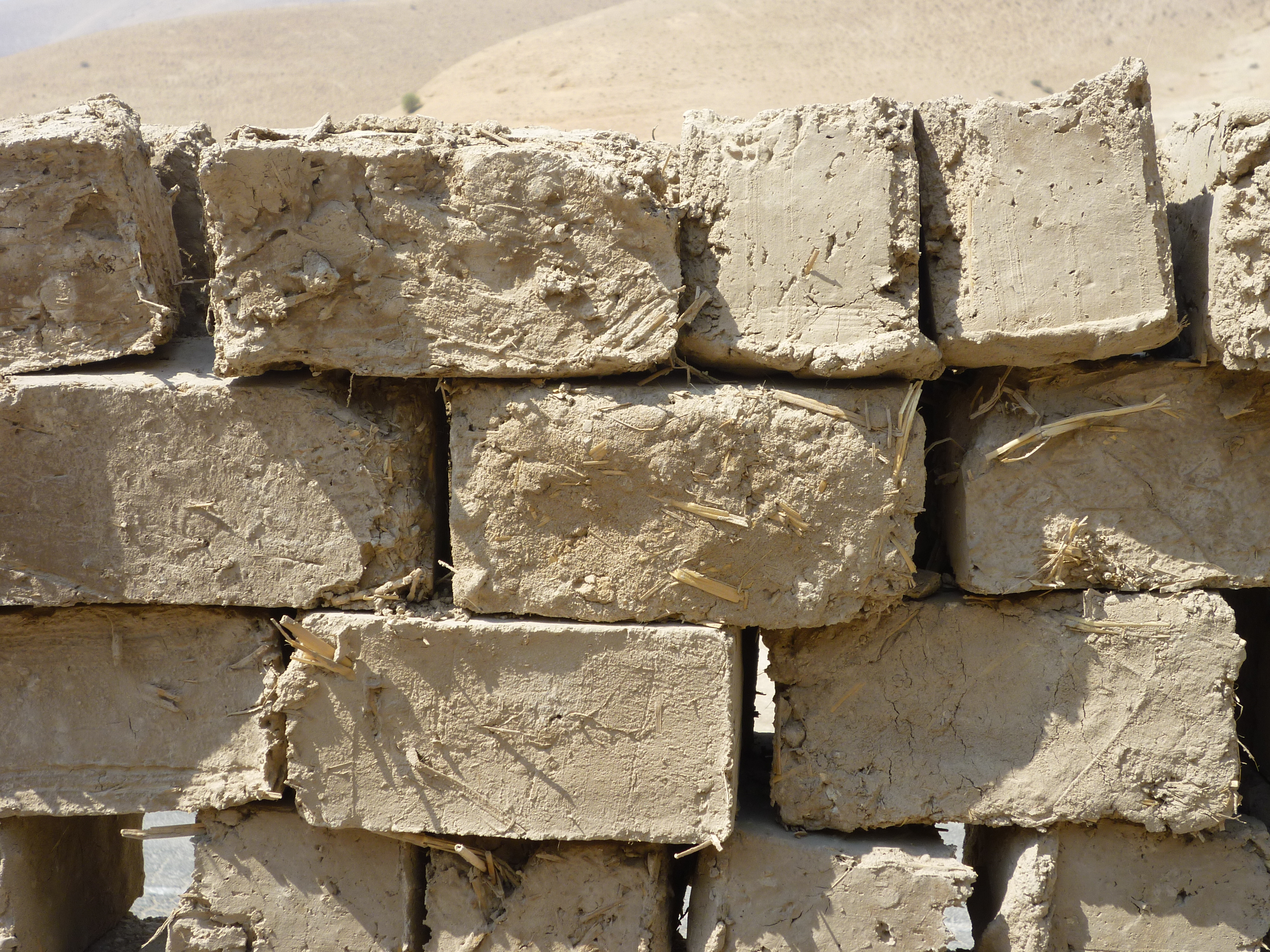
خشت خام در کرانه باختری رود اردن

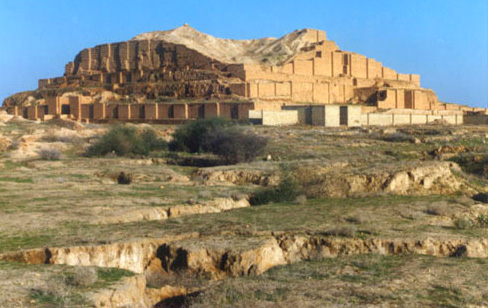
زیگورات چغازنبیل با استفاده از خشت خام ساخته شده‌است.

خشت خام یکی از مصالح ساختمانی است که با ترکیب ماسه، گل، ابلیز و آب با یک ماده چسبنده مثل کاه یا پوسته برنج تولید می‌شود. برای تولید خشت ابتدا مخلوط را در قالب می‌ریزند، سپس آن را در آفتاب خشک می‌کنند.
خشت خام بیشترین مصالح ساختمانی استفاده شده در خاور نزدیک باستان بود. خشت خام را می‌توان در محوطه ساخت بنا تولید کرد و اجرای آن توسط کارگر ماهر به سرعت انجام می‌گیرد. خاصیت‌های گرمایی خشت خام آن را تبدیل به مصالح مناسب اقلیم‌های گرم می‌سازد، چرا که این مصالح گرما را با سرعت پایینی جذب می‌کند. خشت خام را می‌توان با چند لایه اندود ضد آب کرد.
اندازهٔ خشت خام بسته به مکان استفاده متفاوت است، اما معمولاً طول آن از ۵۰ سانتی‌متر تجاوز نمی‌کند تا بلند کردن آن دشوار نشود. باستان‌شناسان گاه از اندازه و شکل خشت خام برای تعیین زمان ساخت بناهای یک تمدن تاریخی استفاده می‌کنند.